# Brannigan – Ein Mann aus Stahl
Brannigan – Ein Mann aus Stahl (Originaltitel: Brannigan) ist ein US-amerikanischer Kriminalfilm von Douglas Hickox aus dem Jahre 1975 mit John Wayne in der  Hauptrolle. Der Film wurde vom 17. Juni 1974 bis August 1974 gedreht und startete am 26. März 1975 im Verleih von United Artists in den US-amerikanischen Kinos. Für die Produktion war die Firma Wellborn verantwortlich. In der Bundesrepublik Deutschland wurde der Film am 14. August 1975 durch United Artist veröffentlicht.

## Handlung
Lieutenant James Brannigan ist ein hartgesottener Polizist aus Chicago, der von seinen Vorgesetzten nach London geschickt wird, um den geflohenen Verbrecher Ben Larkin in die USA zurückzubringen.
Larkin wird jedoch entführt, bevor die Beamten von Scotland Yard ihn festnehmen können. Sein Anwalt Mel Fields meldet sich bei der Polizei mit einer Lösegeldforderung. Die Polizei überwacht die Übergabe, wird jedoch durch ein Ablenkungsmanöver getäuscht.
Während sich Brannigan an den Ermittlungen beteiligt, werden mehrere Mordanschläge auf ihn verübt. Larkin hat auf seinen langjährigen Verfolger einen Auftragsmörder angesetzt.
Unterdessen erhält die Polizei eine weitere Lösegeldforderung mit einem Finger Larkins. Diesmal verbittet sich Fields, der das Lösegeld wieder übergeben soll, eine Einmischung der Polizei. Den Peilsender an seinem Auto entfernt er.
Auf einem alten Fabrikgelände trifft er auf Larkin und seine Entführer. Die Entführer wurden von ihm angeheuert. Nachdem er sie ausbezahlt hat, erschießt er sie und feiert mit Larkin, mit dem zusammen er diesen Plan ausgeheckt hatte. Da erst finden sie den zweiten Peilsender, der sich zwischen dem Lösegeld befand. Die Polizei und Brannigan treffen ein und nehmen Larkin und Fields fest.
Als die Beamten abrücken und nur noch Brannigan und seine Fahrerin vor Ort sind, kommt der Auftragskiller, der Brannigan gefolgt war, aus seiner Deckung. Brannigan erweist sich als der bessere Schütze und kann den Angreifer töten.

## Synchronisation
Die deutsche Fassung stammt aus dem Jahr 1975. Sie entstand in Berlin.
| Darsteller           | Rolle                       | Synchronsprecher    |
| -------------------- | --------------------------- | ------------------- |
| John Wayne           | Lt. Brannigan               | Arnold Marquis      |
| Richard Attenborough | Cmdr. Swann                 | Martin Hirthe       |
| Judy Geeson          | Det.-Sgt. Jennifer Thatcher | Almut Eggert        |
| Mel Ferrer           | Mel Fields                  | Christian Rode      |
| John Vernon          | Larkin                      | Heinz Theo Branding |
| Daniel Pilon         | Gorman                      | Joachim Pukaß       |
| John Stride          | Insp. Traven                | Lothar Blumhagen    |
| Anthony Booth        | Freddy                      | Joachim Kerzel      |
| James Booth          | Charlie-the-Handle          | Michael Chevalier   |
| Arthur Batanides     | Angell                      | Peter Schiff        |
| Ralph Meeker         | Capt. Moretti               | Harald Juhnke       |
| Barry Dennen         | Julian                      | n.n.                |
| Lesley-Anne Down     | Luana                       | n.n.                |
| Pauline Delaney      | Mrs. Cooper                 | n.n.                |
| Del Henney           | Drexel                      | Hans Nitschke       |
| Brian Glover         | Jimmy-the-Bet               | Gerd Duwner         |

## Kritik
Basierend auf der Auswertung von 11 nordamerikanischen Filmkritiken wird auf Rotten Tomatoes eine Zustimmungsquote von lediglich 18 % ausgewiesen.

„Spannend, einfallsreich und mit distanzierender Ironie erzählter Polizeifilm.“